# Bouilly (Aube)
Bouilly é uma comuna francesa na região administrativa de Grande Leste, no departamento de Aube. Estende-se por uma área de 15,49 km². Em 2010 a comuna tinha 1 140 habitantes (densidade: 73,6 hab./km²).